# ルーヴォ・ディ・プーリア
ルーヴォ・ディ・プーリア（イタリア語: Ruvo di Puglia）は、イタリア共和国プッリャ州バーリ県にある、人口約25,000人の基礎自治体（コムーネ）。

## 地理

### 位置・広がり

#### 隣接コムーネ
隣接するコムーネは以下の通り。括弧内のBTはバルレッタ＝アンドリア＝トラーニ県所属を示す。
- アルタムーラ
- アンドリア (BT)
- ビシェーリエ (BT)
- ビトント
- コラート
- グラヴィーナ・イン・プーリア
- スピナッツォーラ (BT)
- テルリッツィ